# Никитин, Валентин Викторович
Валентин Викторович Никитин (1935—2020) — советский и российский учёный-ортопед-травматолог, педагог и организатор науки в области медицины, доктор медицинских наук (1987), профессор (1988). Заслуженный врач Республики Башкортостан (1992). Заслуженный врач Российской Федерации (2000). Основатель травматологической службы Республики Башкортостан.

## Биография
Родился 26 августа 1935 года в хуторе Чандрин Западно-Казакстанской области Казакской АССР в учительской семье.
С 1954 по 1959 год обучался в Башкирском государственном медицинском институте, по окончании которого с отличием получил квалификацию врача-травматолога. С 1959 по 1962 год работал в Центральной городской больнице города Кумертау: врачом-травматологом и заместителем главного врача. С 1962 по 1966 год работал травматологом-ортопедом Уфимской городской клинической больницы.
С 1967 по 2020 год на педагогической работе в Башкирском государственном медицинском университете: с 1967 по 1982 год — ассистент и доцент, с 1982 по 2002 год — заведующий кафедрой травматологии, ортопедии и военно-полевой хирургии, с 1984 по 1988 год одновременно являлся — проректором по учебно-воспитательной работе. С 2002 по 2020 год — профессор кафедры травматологии и ортопедии БГМУ и заведующий курсом Института дополнительного профессионального образования.
В 1970 году В. В. Никитин защитил диссертацию на соискание учёной степени — кандидата медицинских наук, в 1985 году — доктора медицинских наук по теме травматологии и ортопедии. В 1987 году В. В. Никитину было присвоено учёное звание — профессора. Основная научно-педагогическая деятельность В. В. Никитина была связана с вопросами в области диагностики хирургического лечения повреждений суставов и костей, а так же оказанию неотложной медицинской помощи и поэтапному лечению пострадавших в автомобильных катастрофах, изучению дорожно-транспортного травматизма. При активном участии В. В. Никитина было разработано устройство для остеосинтеза и были разработаны методы лечения травм и заболеваний связок и суставов. 
Помимо основной деятельности В. В. Никитин являлся — главным травматологом города Уфы и Башкортостана. Являлся одним из организаторов и с 1999 по 2002 год — президентом Ассоциации ортопедов-травматологов и протезистов Башкортостана. Член Правления Российской Ассоциации ортопедов-травматологов и  заместитель председателя Научно-методического Совета по травматологии и ортопедии при Министерстве здравоохранения Российской Федерации. В. В. Никитин являлся автором около 400 научных работ и 17 патентов на изобретения.
В 1992 году «За заслуги  в  области  здравоохранения» Валентин Викторович Никитин был удостоен почётного звания — Заслуженный врач Республики Башкортостан. 
17 мая 2000 года Указом Президента России «За заслуги  в  области  здравоохранения» Валентин Викторович Никитин был удостоен почётного звания — Заслуженный врач Российской Федерации.
Скончался 21 декабря 2020 года в Уфе.

## Награды

### Звания
- Заслуженный врач Российской Федерации (2000[4])
- Заслуженный врач Республики Башкортостан (1992[3])